# Miecislao II il Grasso
Miecislao II detto il Grasso (in polacco: Mieszko II Otyły; anche citato come Mieszko II il Grasso) (1220 circa – 22 ottobre 1246) fu duca di Opole e Racibórz dal 1230 fino alla sua morte, e duca di Kalisz e Wieluń nel periodo 1234–1239 (insieme al fratello).
Era il figlio maggiore del duca Casimiro I di Opole, avuto da sua moglie Viola, probabilmente una nobildonna bulgara.

## Biografia

### Infanzia
Al momento della morte del padre, nel 1230, Miecislao II e suo fratello minore Ladislao erano ancora minorenni; per questo, la reggenza del ducato fu presa dalla madre e da Enrico I il Barbuto, duca di Breslavia. Seguendo la politica del suo defunto marito, la Duchessa Viola guidava una politica di stretta collaborazione con la Chiesa. Nel 1233, e probabilmente con il consenso del Duca di Breslavia, fu emessa una bolla da papa Gregorio IX, sotto la quale la tutela dei giovani duchi fu rimossa dalla loro madre e concessa all'arcivescovo di Gniezno e ai vescovi di Breslavia e Olomouc. Un anno dopo, per calmare la ribellione scoppiata contro questa decisione, Enrico I il Barbuto diede il governo di Kalisz e Wieluń ai figli di Casimiro I, prendendo il pieno controllo sul ducato di Opole e Racibórz, ma senza negare i loro diritti ereditari.

### I primi anni di regno
Nel 1238, Enrico I il Barbuto morì e gli succedette il figlio Enrico II il Pio, che assunse anche la reggenza su Opole e Racibórz. Poco dopo, Miecislao II iniziò a rivendicare il governo delle loro terre. Non si sa esattamente quando Miecislao II assunse il controllo di Opole e Racibórz, ma ciò avvenne probabilmente verso la fine del 1238 o all'inizio del 1239 (che è più probabile). Una delle prime decisioni politiche di Miecislao II fu il suo matrimonio con Giuditta (n. 1222/25, m. 4 dicembre 1257/65?), figlia del duca Corrado I di Masovia, che diede al duca di Opole e Racibórz una maggiore autonomia nel suo governo. La madre di Miecislao II, Viola e il fratello Ladislao, dovettero rimanere a Kalisz.

### Battaglia e inganno
Il calmo governo di Miecislao II fu brutalmente interrotto dall'invasione mongola all'inizio del 1241. In contrasto con Boleslao V il Casto, duca di Sandomierz, Miecislao II non aveva alcun'intenzione di abbandonare il suo principato in balia del nemico. Fortunatamente, le mosse iniziali del duca di Opole e Racibórz furono favorevoli e nel marzo 1241 nella battaglia di Raciborz Miecislao II riuscì a catturare parte delle truppe mongole ai confini del fiume Oder, dando a Enrico II il Pio più tempo per organizzare la difesa. Il 9 aprile 1241 le forze mongole e cristiane si scontrarono nella battaglia di Legnica e la coalizione che fronteggiava i tataro-mongoli fu duramente sconfitta.

### Il regno
Già nel maggio 1241, Miecislao II iniziò la ricostruzione dei territori devastati dall'esercito mongolo. Nel 1241 Ladislao, fratello minore di Miecislao II, fu dichiarato adulto e capace di governare; il ducato di Opole e Racibórz non subì la consueta spartizione, poiché Ladislao era soddisfatto del ducato di Kalisz che gli dava Enrico II il Pio. L'autorità di Ladislao fu presto minacciata dai duchi della Grande Polonia, che volevano riconquistare questa terra. Ulteriori incontri tra i fratelli per trovare una via d'uscita da questa difficoltà (per esempio, il 25 marzo 1243 a Mechnicy vicino a Koźle) non diedero risultati positivi e nel 1244, Ladislao fu costretto a ritirarsi da Kalisz, mantenendo solo il suo dominio su Wieluń, che alla fine perse nel 1249.
Nel 1243, l'esercito di Miecislao II sostenne il suocero Corrado I di Masovia nella sua lotta per il trono di Cracovia. Le forze di Masovia e Opole furono sconfitte, in parte a causa della reciproca sfiducia tra i due governanti, nonostante il fatto che Miecislao II portasse ulteriori spedizioni di rappresaglia contro Boleslao V il Casto. La collaborazione portò benefici tangibili solo tre anni dopo, quando fu presa la fortezza di Lelów. La morte improvvisa di Miecislao II, tuttavia, impedì l'unione permanente di questa terra con il ducato di Opole e Racibórz.
Nella politica interna, Miecislao II, cercò (con scarso successo) di continuare la politica di suo padre nella diffusione degli insediamenti in cui era in vigore la legge tedesca. Il Duca prestò particolare attenzione all'Ordine Teutonico, che acquisì proprietà di alto valore in Alta Slesia. Miecislao II scelse il monastero domenicano a Racibórz come luogo di sepoltura.

### Morte
Miecislao II, che - come si evince dal suo soprannome - non aveva goduto di buona salute, morì a soli ventisei anni, il 22 ottobre 1246 senza alcuna discendenza. Nel suo testamento, lasciò tutte le sue terre a suo fratello Ladislao, eccetto il distretto di Cieszyn, che fu dato alla madre Viola come controdote.